# Пановская (деревня)
Пановская — деревня в муниципальном округе Егорьевск Московской области России. Входит в культурно-историческую местность Леоновщина.

## История
Упоминается с 1577 года в составе Крутинской волости Коломенского уезда.

## Демография
Население — 41 человек (2010).
| 1859 | 1868 | 1885 | 1905 | 1926 | 2002 | 2006 |
| ---- | ---- | ---- | ---- | ---- | ---- | ---- |
| 444  | ↗456 | ↗579 | ↘508 | ↗631 | ↘31  | ↗35  |
| 2010 |      |      |      |      |      |      |
| ↗41  |      |      |      |      |      |      |